# My Bonnie
My Bonnie är ett musikalbum från 1962 med Tony Sheridan och "The Beat Brothers", som senare skulle bli mer kända som The Beatles. 

## Historia
Under The Beatles' första turné i Hamburg, Västtyskland, 1960, träffade de och blev vänner med rock and roll-musikern Tony Sheridan. På deras andra turné, 1961 (nu utan Stu Sutcliffe, var The Beatles förband till Sheridan i en rad scenframträdanden. En version säger att den tyska agenten för Polydor, Bert Kaempfert, själv såg Sheridan med The Beatles, en annan säger att en vän till Kaempfert föreslog att han skulle bjuda in dem för att spela in några låtar. Även om de spelade in låtarna tillsammans, kom bara ett fåtal av dem med på skivan, istället lät Sheridan göra nya inspelningar på de flesta av dem. Man är säker på att The Beatles medverkade på "My Bonnie" och "The Saints" (dessa låtar släpptes också som en singel). Även albumversionen av "Swanee River" sägs ha spelats in tillsammans med The Beatles, men det är inte den versionen som är med på albumet. Sanningen är att det inte är känt om versionen med The Beatles fortfarande existerar.
När några Beatlesfans i Liverpool 1961 frågade efter "My Bonnie" hos skivhandlaren Brian Epstein, ledde det till att han fick upp ögonen för gruppen, och senare blev deras manager. Efter att The Beatles slagit igenom, gavs de åtta låtarna The Beatles jobbat med samt lite Beat Brothers-material ut på skivan The Beatles' First 1964.

## Låtlista
1. My Bonnie (folksång)
2. Skinny Minny (Bill Haley, Rusty Keefer, Milt Gabler, Catherine Cafra
3. Whole Lotta Shakin' Goin' On (Dave Williams, Sonny David)
4. I Know Baby (Tony Sheridan)
5. You Are My Sunshine (Jimmie Davis, Charles Mitchell)
6. Ready Teddy (Robert Blackwell, John Marascalco)
7. The Saints (James Milton Black, Catherine Purvis)
8. Hallelujah, I Love Her So (Ray Charles)
9. Let's Twist Again (Kal Mann, Dave Appell, Buchenkamp)
10. Sweet Georgia Brown (Bernie, Pinkard, Casey)
11. Swanee River (Stephen Foster)
12. Top Ten Twist (Homsen, Bones, Sheridan, Lüth)

## Singlar
Inspelningarna med Tony Sheridan resulterade i några singelsläpp, varav tre efter att The Beatles blivit berömda och intresset för deras tidigare, outgivna material växte. "My Bonnie"/"The Saints" var den första singeln från albumet, och nådde femteplatsen på den tyska Hit Parade. Efter The Beatles genombrott släpptes "Ain't She Sweet"/"Nobody's Child", där The Beatles medverkade själva på a-sidan medan Sheridan sjöng på b-sidan. Nästa singel blev "Sweet Georgia Brown"/"Take Out Some Insurance On Me, Baby", där det ifrågasatts om The Beatles verkligen medverkade på "Sweet Georgia Brown". Det är dock säkert att de medverkade på "Take Out Some Insurance On Me, Baby", och att den spelades in i samma omgång som "Ain't She Sweet". Sist släpptes "Why"/"Cry for a Shadow". "Why" framfördes av Sheridan med The Beatles som backup, och "Cry for a Shadow" var en instrumental låt med Harrison/Lennon. Ett otal samlingar med dessa låtar har släppts, den mest innehållsrika är Beatles Bop - Hamburg Days.